# Flugzeughallen der ehemaligen Fliegerstation Berlin-Friedrichsfelde

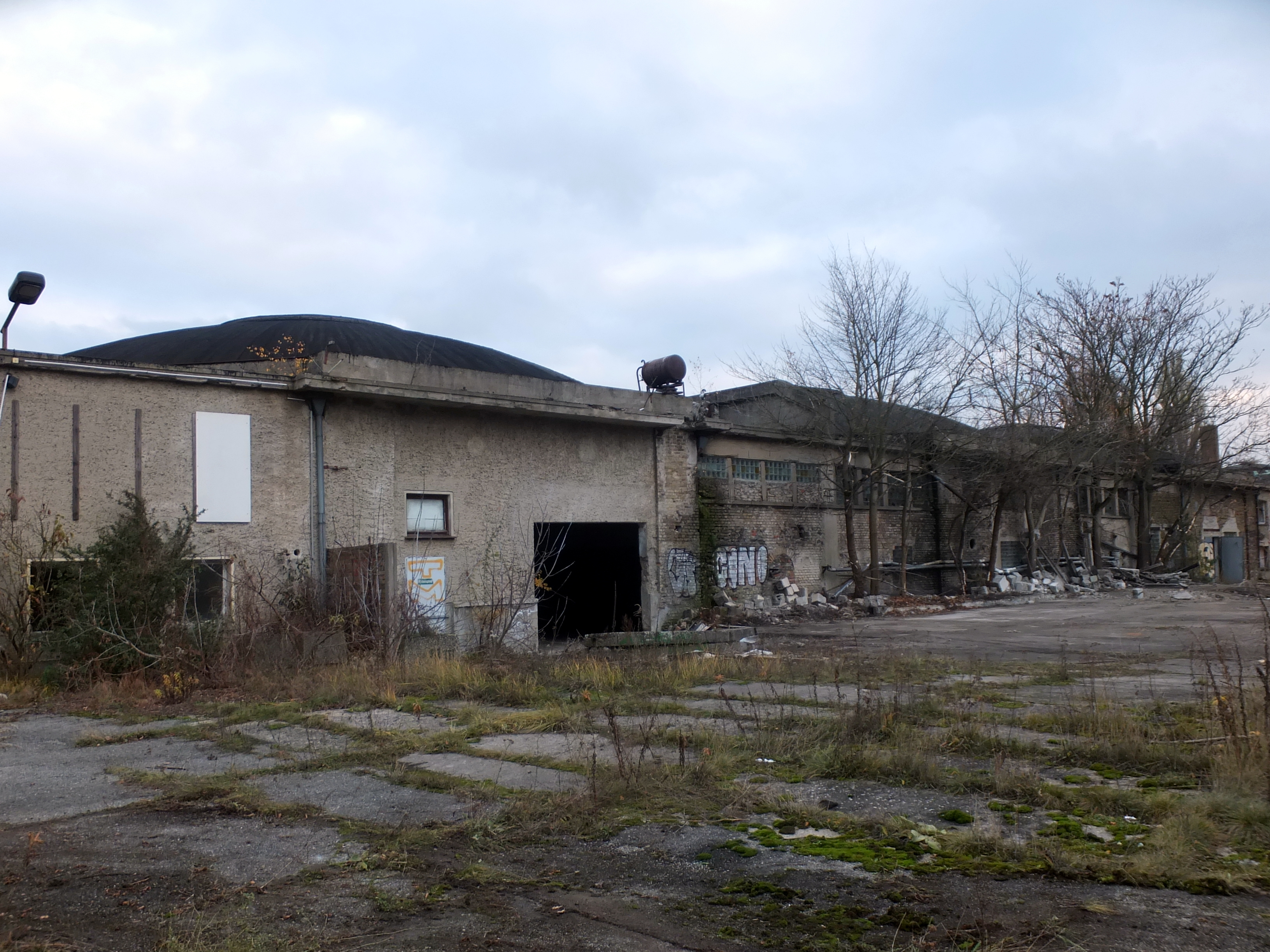
Ansicht einiger erhaltener Hallen (2012)

Die Flugzeughallen der ehemaligen Fliegerstation Berlin-Friedrichsfelde (später Militärflugplatz Friedrichsfelde) im Berliner Ortsteil Karlshorst wurden mitten im Ersten Weltkrieg errichtet und haben die nachfolgenden Nutzungen weitestgehend überdauert. Sie sind wichtige architektonische Zeugnisse der Luftfahrtgeschichte, insbesondere der militärischen Luftfahrt, und wurden 1997 vom Senat von Berlin unter Denkmalschutz gestellt.

## Lage
Die Hallen stehen nördlich und südlich der Straße Am alten Flugplatz in Berlin-Karlshorst. Es handelt sich um sechs Hallenbauten mit 16 Kuppelschalenüberdachungen. Sie stehen seit 1997 unter Denkmalschutz.
Nur mehrere hundert Meter entfernt befand sich – ebenfalls auf Karlshorster Gebiet – von 1907 bis 1919 die Luftschiffhalle in Biesdorf-Süd.

## Geschichte
Der Gemeindevorstand von Friedrichsfelde, der Anfang des 20. Jahrhunderts noch selbstständigen Vorortgemeinde Berlins, beschloss am 8. Dezember 1916 zur Sicherung ihrer Finanzen, im Ortsteil Karlshorst einen Flugplatz zu errichten. Die preußische Militärverwaltung stimmte zu, den Flugplatz zu übernehmen und über 45 Jahre dafür eine Pacht an die Gemeinde zu entrichten. 
Die Fläche von rund 150 ha wurde für 3,4 Millionen RM angekauft. Die für eine Fliegerstation erforderliche Infrastruktur wie ein Gleisanschluss, Straßenzuführungen, Wasser- und Stromleitungen kosteten dazu noch 400.000 RM. Die bereits in München beim Flugplatzbau tätig gewesene Firma Baugesellschaft Gebrüder Rank bekam den Auftrag zum Bau von vier Flugzeughallen und eines Werftgebäudes. Die Firma hatte sich schon 1901 die Nutzung eines französischen Patents zur Stahlbetonherstellung gesichert. Die Bauarbeiten begannen im April 1917 und dauerten bis zum 15. Mai 1919. Bereits während der Arbeiten begannen ein Flugbetrieb und die fliegerische Ausbildung neuer Piloten, und die hier stationierte Lehrabteilung Karlshorst der Inspektion des Lichtbildwesens nutzte die Überflugmöglichkeiten.
Noch während des Ersten Weltkriegs ließ die Militärverwaltung auf einem zusätzlichen Gelände von 33,5 ha weitere Flugzeug- bzw. Werkstatthallen errichten. Welche weiteren Firmen am Ausbau beteiligt waren, ist (bisher) nicht bekannt. Alle Hallen wurden in ähnlicher Bauart und Abmessungen errichtet.
Die eingleisige Güterbahnstrecke nach Kaulsdorf wurde nach ihrer Fertigstellung 1917 Tag und Nacht genutzt. Im Jahr 1919 war der Krieg mit dem Versailler Vertrag beendet worden, wonach Deutschland nun keine Militärflugzeuge mehr bauen und betreiben durfte. So entstanden auf dem Flugplatz eine Fliegerstaffel für den Grenzschutz Ost sowie eine Polizeifliegerstaffel. Ein Teil des Geländes wurde auf Grund der Vertragsablösungsverordnung (Ablösung von Staatskrediten) vom 8. August 1919 durch das Reichsfinanzministerium enteignet. – Die inzwischen nach Groß-Berlin eingemeindete Ortschaft Friedrichsfelde blieb Eigentümerin einer 114 Hektar umfassenden Fläche, wofür das Ministerium der Stadt Berlin eine einmalige Entschädigung von 0,15 RM je Quadratmeter zahlte, also 171.000 RM.
Die Eisenbahnanbindung wurde in den frühen 1930er Jahren zurückgebaut.

## Beschreibung der Hallen
Die Flugzeughallen haben eine einheitliche Größe von 66,50 m × 22,70 m im Innendurchmesser und eine Kuppelhöhe von etwa 4 m. Jede Halle ist eine freitragende Konstruktion aus Stahlbeton mit drei gleichen gemauerten runden Kuppelgewölben aus Langlochziegeln. Die Schalenkuppeln ruhen auf einem Zugring von 22 m Durchmesser, der von zwei 22 Meter weit gespannten Rahmenbindern und dem Außenmauerwerk der Umfassungswände getragen wird. In der Mitte der Kuppel befand sich ein Fenster, das zur Belichtung und zur Entlüftung dienen konnte. Rundherum war eine drehbare Arbeitsbühne montiert.
Die Hallen, die sowohl als Unterstand für Flugzeuge als auch als Reparaturstützpunkte dienten, waren beheizbar (Fußbodenheizung und Wandheizkörper), sodass eine Ganzjahresnutzung möglich war. In jeder Halle hatten mehrere Flugzeuge mit maximalen Abmessungen von 7,50 m bis 9,50 m Platz. Die Tore zu den Hallen wiesen lichte Weiten von 22 m auf.

## Nutzung im 21. Jahrhundert
Die beiden nördlich der Straße Am alten Flugplatz befindlichen Hallen sind Eigentum der Russischen Föderation. Die vier südlich der Straße gelegenen sollen zu Wohnungen umgebaut und in das Wohngebiet Gartenstadt Karlshorst einbezogen werden.